# Anna Król
Anna Król (ur. w 1979 w Kielcach) – autorka książek i scenariuszy, reżyserka spektakli teatralnych i projektów audiowizualnych wydawczyni, pomysłodawczyni i dyrektorka Big Book Festival.

## Życiorys
Z wykształcenia krytczka sztuki. W 2002 ukończyła studia na Wydziale Wiedzy o Teatrze Akademii Teatralnej im. Aleksandra Zelwerowicza w Warszawie. Z zamiłowania wspinaczka skalna i taterniczka, autorka opracowania na temat pierwszych polskich taterniczek Kamienny sufit (wyd. 2021).
Autorka książek Spotkać Iwaszkiewicza. Nie-biografia, Rzeczy. Iwaszkiewicz intymnie. Opracowała i wydała Kocią książkę Jarosława Iwaszkiewicza oraz Wszystko jak chcesz. O miłości Jarosława Iwaszkiewicza i Jerzego Błeszyńskiego. Reżyserka spektakli multimedialnych i projektów audiowizualnych.
Wydawca, w 2011 współzałożyła wydawnictwo Wilk&Król Oficyna Wydawnicza. Publikowała m.in. w: „Gazecie Wyborczej”, „Polityce”, „Magazynie Literackim”, „Nowych Książkach” i „Rzeczpospolitej”.
Animatorka i menadżerka kultury, autorka projektów literackich promujących literaturę i czytanie. W 2010 powołała pierwszą w Polsce agencję wyspecjalizowaną w dziedzinie promocji kultury.
W 2012 z pisarką Pauliną Wilk założyła Fundację „Kultura nie boli”. Pomysłodawczyni i dyrektor Big Book Festival, jedynego festiwalu literackiego, który odbywa się w Warszawie od 2013. Kuratorka wydarzeń promujących twórczość Jarosława Iwaszkiewicza. Pomysłodawczyni i założycielka Big Book Cafe, pierwszego w Polsce centrum literackiego prowadzonego przez organizację pozarządową.

## Publikacje
- Spotkać Iwaszkiewicza. Nie-biografia, 2014, ISBN 978-83-935837-9-9.
- Rzeczy. Iwaszkiewicz intymnie, 2015, ISBN 978-83-935837-7-5.
- Kocia książka (oprac.), 2015, ISBN 978-83-935837-8-2.
- Wszystko jak chcesz. O miłości Jarosława Iwaszkiewicza i Jerzego Błeszyńskiego(oprac.), 2017, ISBN 978-83-65089-08-3.
- Kamienny sufit. Opowieść o pierwszych taterniczkach. Kraków: Znak, 2021. ISBN 978-83-240-6036-8.

## Realizacje teatralne i audiowizualne
- Mrożek na językach. Maraton, 2013[9]
- Iwaszkiewicza sprawy osobiste. Maraton, 2014[10]
- Wieczorem. W poszukiwaniu Jerzego Pilcha, 2015[11]
- Męskie czytanie, 2015[12]
- Czarodziejska góra. Słuchowisko, 2016[13]
- Hamlet - casting, 2016[14]
- Las głosów, instalacja muzyczna, 2016[15]
- Miłość, 2017[16]